# Void of Vision
Void of Vision fue una banda australiana de metalcore de Melbourne, Victoria se formó en 2013. La banda estuvo formada por el vocalista Jack Bergin, los guitarristas James McKendrick y Mitch Fairlie y el baterista George Pfaendner. 
La banda ha lanzado cuatro álbumes de estudio: Children of Chrome (2016), Hyperdaze (2019), Chronicles (2023) y What I'll Leave Behind (2024).
La banda anunció en noviembre de 2024 que se separaría luego de una gira de despedida a mediados de febrero de 2025.

## Historia

### Primeros años yChildren of Chrome(2013-2017)
Void Of Vision se formó en abril de 2013 por Jack Bergin en la voz, James McKendrick y Mitch Fairlie en la guitarra, George Pfaendner en la batería y Matt Thompson en el bajo. En mayo de ese año, la banda lanzó un debut autoeditado de dos pistas, Reflect // Revolt, en Bandcamp.
En 2014, la banda llamó la atención del público cuando lanzaron el vídeo musical de su primer sencillo "Life//Blood" el 16 de abril. A finales de año, Void of Vision había realizado tres giras nacionales. Su primer EP, Broken // Bones, se lanzó en octubre y fue nombrado EP del año 2014 por la revista Blunt. El 27 de diciembre, Void of Vision lanzó un nuevo vídeo musical para su tema "Persist // Perceive" de su EP, Broken // Bones, con Mason Bunt de la banda Pridelands. El video contenía imágenes en vivo de la actuación de Void of Vision en The Resolve Tour con Hand of Mercy y Hellions.
En 2016, la banda firmó con el sello discográfico UNFD y ese mismo año lanzó los sencillos "//" y "Ctrl Freak". Su primer álbum de estudio debut Children of Chrome, siguió el 30 de septiembre.

### Otros lanzamientos, salida de Thompson yHyperdaze(2017-2021)
En febrero de 2017, Void of Vision marcó su primera gira internacional apoyando a Chelsea Grin en la gira europea Self Inflicted. El 9 de noviembre, se lanzó el sencillo "Ghost in the Machine" junto con un vídeo musical que lo acompaña. Su segundo EP, Disturbia, fue lanzado un día después bajo el sello UNFD. El 11 de diciembre, el bajista Matt Thompson tocó su último show con la banda antes de irse por razones desconocidas.
El 28 de junio de 2019, durante un espectáculo para todas las edades en Croydon, Void of Vision presentó nueva música. El 23 de julio, se anunció su segundo álbum de estudio Hyperdaze junto con el nuevo sencillo "Hole in Me". El álbum estaba programado para lanzarse el 13 de septiembre. El 16 de agosto, Void of Vision lanzó una versión de "Psychosocial" de Slipknot con Marcus Bridge de Northlane, Sean Harmanis de Make Them Suffer y Ryan Siew de Polaris. La portada se incluyó en el álbum recopilatorio de portadas de Slipknot, March of the Maggots, de la revista Metal Hammer. El 3 de septiembre, Void of Vision lanzó su segundo sencillo, "Babylon". El 9 de septiembre, se lanzó su tercer sencillo, "If Only", junto con un vídeo musical que lo acompaña. El 14 de septiembre, actuaron en el minifestival Heaven & Hell de Amity Affliction. De octubre a diciembre de 2019, Void of Vision se unió a Northlane en las etapas australianas y europeas de su Alien World Tour.
El 9 de julio de 2020, la banda lanzó un vídeo musical de "Decay", el cuarto sencillo de Hyperdaze. El vídeo musical fue creado por AV Club sin presupuesto y fue completamente hecho en casa. En un comunicado de prensa, Bergin reveló que cuando su contrato de alquiler estaba terminando, se quedaron con una casa vacía para filmar el video.

### Chronicles(2021-2023)
El 3 de septiembre, Void of Vision lanzó un nuevo sencillo titulado "The Lonely People". Un vídeo musical acompañó la canción lanzada. El 20 de octubre se lanzó otro sencillo, "VAMPYR", acompañado de un vídeo musical. Void of Vision anunció simultáneamente que se lanzaría un EP el 22 de octubre, titulado Chronicles I: Lust. Luego, el EP se lanzó en la fecha antes mencionada y contiene 4 pistas, incluidos lanzamientos de sencillos, "The Lonely People" y "VAMPYR". Chronicles I: Lust será el comienzo de una serie de EP en curso que aún no se han escrito.
El 21 de febrero de 2022, Void of Vision lanzó el nuevo sencillo, "Dominatrix", que fue un esfuerzo ligeramente diferente para su sonido. Un segundo sencillo, "Into the Dark", fue lanzado el 4 de abril junto con el anuncio de su próximo EP de la serie Chronicle. El 29 de abril se lanzó su segundo EP de la serie Chronicles II: Heaven. Incluía los dos sencillos lanzados anteriormente, así como tres pistas adicionales. La canción "Altar" contó con la voz de la vocalista de Creeper, Hannah Greenwood. El 18 de octubre se lanzó un nuevo sencillo, "Hell Hell Hell". El 11 de noviembre, la banda lanzó por sorpresa el tercer y último EP de la serie, Chronicles III: Underworld, que incluía el sencillo lanzado anteriormente y dos canciones adicionales.
El 17 de febrero de 2023, Void of Vision lanzó el álbum de estudio Chronicles, compilando los tres EPs juntos. En marzo, Void of Vision se unió al cartel del festival inaugural australiano Knotfest. En abril, la banda anunció una gira por Australia con Like Moths to Flames, Varials & Annalynn, poco después el vocalista Jack Bergin fue hospitalizado con una rotura de una malformación arteriovenosa cerebral, lo que hizo que la banda se retirara de su actuación programada en Unify Gathering Off. En octubre, la banda regresó triunfalmente con el sencillo Angel Of Darkness anunciando giras en Norteamérica/Canadá con Invent, Animate y Europa/Reino Unido con Stray from the Path.

### What I'll Leave Behindy separación (2021-2025)
En junio de 2024, la banda anunció que lanzaría su nuevo álbum What I'll Leave Behind, el 20 de septiembre de 2024. El 14 de noviembre, la banda anunció su separación tras una última gira como cabezas de cartel en Australia en febrero de 2025. El último concierto tuvo lugar el 22 de febrero en Magnet House, Perth. La decisión de la banda de separarse surge tras reflexionar sobre su trayectoria de una década, sintiendo que han logrado todo lo que se propusieron y han llegado a un final satisfactorio. Ahora se centran en el crecimiento personal y en seguir adelante, mientras celebran su legado con una última gira para honrar su carrera.
Después de su gira principal de despedida, la banda anunció un espectáculo final adicional en su ciudad natal de Melbourne, programado para el 5 de julio en The Forum.

## Estilo musical
Se ha descrito que Void of Vision toma sus influencias musicales de bandas como Northlane, Architects, Meshuggah y otras. Su género ha sido descrito como metalcore, nu metal e industrial. Sus presentaciones en vivo han sido descritas como agresivas y erráticas.

## Miembros
| Última alineación - Jack Bergin – Voz principal (2013–2025) - James McKendrick – Guitarra, voz gutural (2013–2025) - Mitch Fairlie – Guitarra (2013–2025) - George Pfaendner – Batería (2013–2025) | Miembros anteriores - Matt Thompson – Bajo (2013–2017) |

Línea del tiempo

## Discografía
Álbumes de estudio
- 2016: Children of Chrome
- 2019: Hyperdaze
- 2023: Chronicles
- 2024: What I'll Leave Behind